# When You Gonna Wake Up
When You Gonna Wake Up — piosenka skomponowana przez Boba Dylana, nagrana przez niego w maju 1979 r., wydana na albumie Slow Train Coming w sierpniu 1979 r. oraz jako strona B singla. Znany także jako "Strenghthen the Things that Remain".

## Historia i charakter utworu
Utwór ten został nagrany w Muscle Shoals Sound Studio w Sheffield w Alabamie 2 maja 1979 r. Była to trzecia sesja nagraniowa tego albumu. Producentem sesji byli Jerry Wexler i Barry Beckett.
Niektórzy krytycy, jak np. Oliver Trager, uważają tę piosenkę za jedną z najlepszych z całego gospelowego okresu Dylana. Dylan odważnie włączył w utwór o charakterze religijnym, ewangelicznym - mocne, oskarżycielskie elementy polityczne. Już w czwartym wersie piosenki potępił Henry'ego Kissingera i Karla Marksa i tym samym ponownie wkroczył na teren zastrzeżony dla moralności z takim gniewem, z jakim zaatakował "bohaterów" piosenki "Masters of War" ponad piętnaście lat wcześniej. Oskarżeń jest w tej piosence wiele i uważnemu słuchaczowi cisną się pytania - np. jeśli oskarża kogoś za pornografię w szkole (wers dziewiąty, bez liczenia refrenu), to jaką książkę ma na myśli?.
Dylan rozpoczął wykonywanie tej piosenki na koncertach już podczas gospelowego tournée w 1979 r. oraz kontynuował wykonywanie jej w 1980 r. Na tournée promującym jego nowy album Infidels w 1984 r. Dylan zaprezentował nową wersję tego utworu, wykonując go pod dużym wpływem metalu. Powrócił do niego pod koniec lat 80. XX wieku.  

## Muzycy
Sesja 3
- Bob Dylan - gitara, wokal
- Mark Knopfler - gitara
- Tim Drummond - gitara basowa
- Mickey Buckins - instrumenty perkusyjne
- Barry Beckett - instrumenty perkusyjne; organy
- Harrison Calloway Jr. - trąbka
- Ronnie Eades - saksofon barytonowy
- Harvey Thompson - saksofon tenorowy
- Charlie Rose - puzon
- Lloyd Barry - trąbka
- Pick Withers - perkusja
- Carolyn Dennis, Helena Springs, Regina Havis - chórki

## Dyskografia
Singel
Strona B singla "Man Gave Names to All the Animals" 
Albumy
- Slow Train Coming (1979)

## Wykonania piosenki przez innych artystów
- Rich Lerner - Performs Songs by Bob Dylan (1990), Napoleon in Rags (2001)
- Lee Williams & the Spiritual QC's - Gotta Serve Somebody: The Gospel Songs of Bob Dylan (2003)